# Malick N’Diaye
Malick N’Diaye (* 1912 in Madaoua; † 1968) war ein nigrischer Politiker.

## Leben
Malick N’Diaye wurde in Niger geboren, war jedoch senegalesischer Abstammung. Er arbeitete zunächst als Lehrer, dann als Angestellter der Verwaltungs-, Finanz- und Buchhaltungsdienste der französischen Kolonialverwaltung in Niger.
N’Diaye schloss sich der profranzösischen Partei Union unabhängiger Nigrer und Sympathisanten (UNIS) an, für die er bei den Parlamentswahlen von 1952 als Abgeordneter in die Territorialversammlung des französischen Territoriums Niger gewählt wurde. Er wurde am 4. Dezember 1953 als Nachfolger von Fernand Balay Parlamentspräsident. Diese Funktion übte er bis 12. November 1954 aus. Die UNIS zeigte bald Auflösungserscheinungen und Malick N’Diaye wechselte zur Partei Sawaba, die für die sofortige Unabhängigkeit Nigers von Frankreich eintrat. Bei den Parlamentswahlen von 1957 wurde er als Sawaba-Abgeordneter erneut in die Territorialversammlung gewählt. Dort übernahm er nunmehr den Vorsitz der Sawaba-Parlamentsfraktion.
Der Sawaba wurde im Oktober 1959 verboten und Malick N’Diaye wurde aus politischen Gründen aus Niger ausgewiesen. Er verfolgte seine politische Karriere im Nachbarland Mali weiter, wo er Bezirksleiter (chef de subdivision) von San wurde und die Exilorganisation des Sawaba unterstützte. Er starb 1968 und wurde in Gao begraben.